# Canthon angularis
Canthon angularis là một loài bọ cánh cứng trong họ Bọ hung (Scarabaeidae).